# Harderburg
Die Harderburg ist ein Naturschutzgebiet in der niedersächsischen Gemeinde Georgsmarienhütte im Landkreis Osnabrück.
Das Naturschutzgebiet mit dem Kennzeichen NSG WE 164 ist 30 Hektar groß. Es liegt zwischen Osnabrück und Georgsmarienhütte und stellt einen von Wald umgebenen Feuchtwiesenkomplex unter Schutz. Das Gebiet steht seit dem 5. Oktober 1985 unter Naturschutz. Zuständige untere Naturschutzbehörde ist der Landkreis Osnabrück.
Die Feuchtwiesen beherbergen verschiedene Tier- und Pflanzenarten. So siedeln hier beispielsweise Wiesenschaumkraut, Hohe Schlüsselblume und Kuckuckslichtnelke sowie verschiedene Orchideen.